# Американски пай 3: Сватбата
„Американски пай 3: Сватбата“ (на английски: American Wedding/American Pie 3: The Wedding/American Pie: The Wedding) е американски комедиен филм от 2003 година на режисьора Джеси Дилън, по сценарий на Адам Хърц. Това е продължение на „Американски пай“ (1999) и „Американски пай 2“ (2001), и е третата от филмовата поредица „Американски пай“.